# Coyah (prefectura de Guinea)
Coyah es una prefectura de la región de Kindia de Guinea, con una población censada en marzo de 2014 de 263 861 habitantes. Está formada por las siguientes subprefecturas, que igualmente se muestran con población censada en marzo de 2014:
- Coyah 49,738
- Kouriah 10,009
- Manéah 167,531
- Wonkifong 36,583[1]

## División
- Coyah
- Kouriah
- Manéah
- Wonkifong